# Marumba cristata
Espèce
Marumba cristata  est une espèce d'insectes lépidoptères appartenant à la famille des Sphingidae, à la sous-famille des Smerinthinae, à la tribu des Smerinthini et du genre Marumba.

## Distribution
L'espèce est connue dans l'Himalaya, au Népal et dans le nord-est de l'Inde, au sud et au centre de la Chine à ouest de la Malaisie (Sundaland).

## Description
L’envergure varie de 100 à 124 mm.

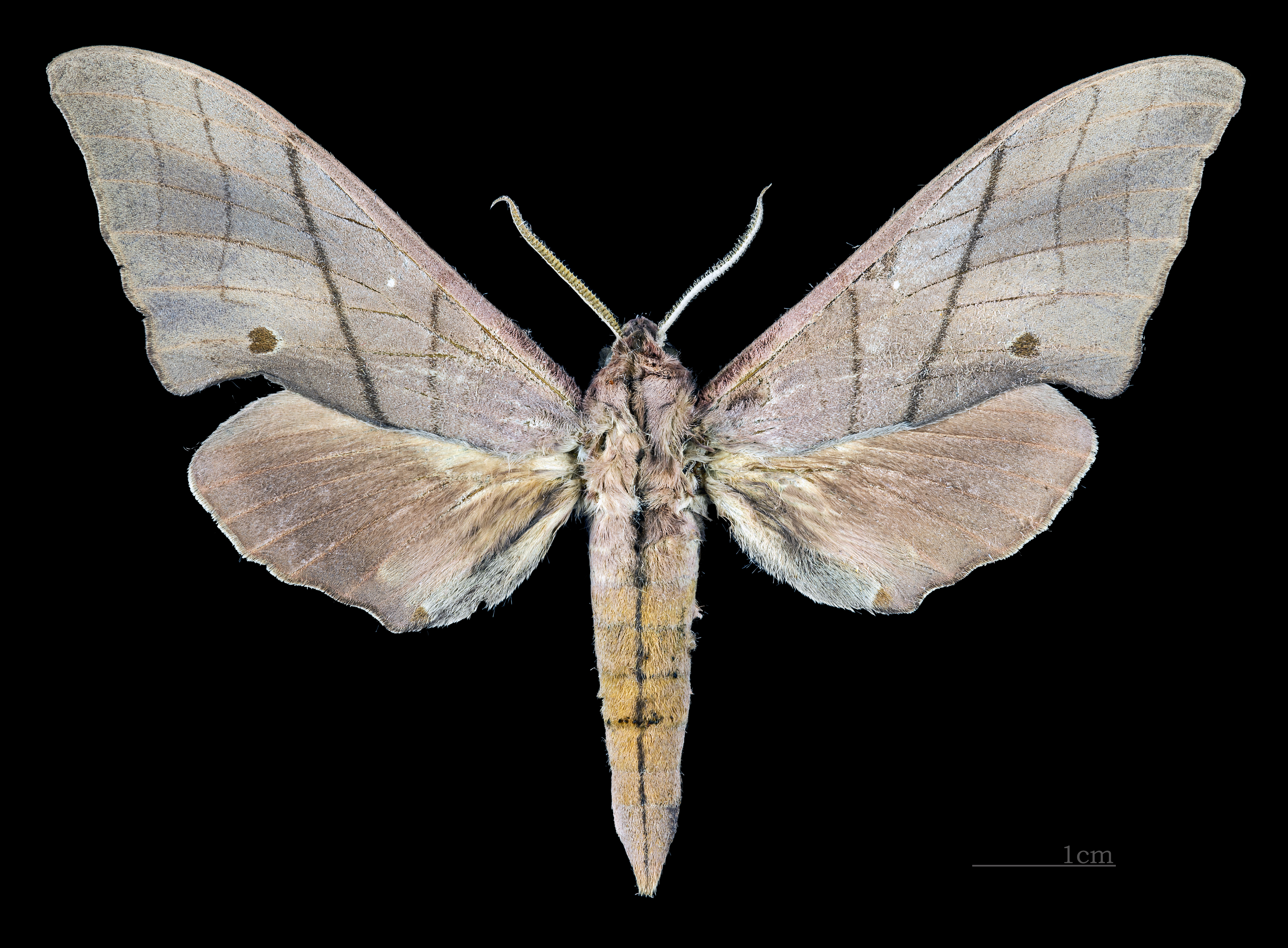
Marumba cristata cristata ♂ MHNT
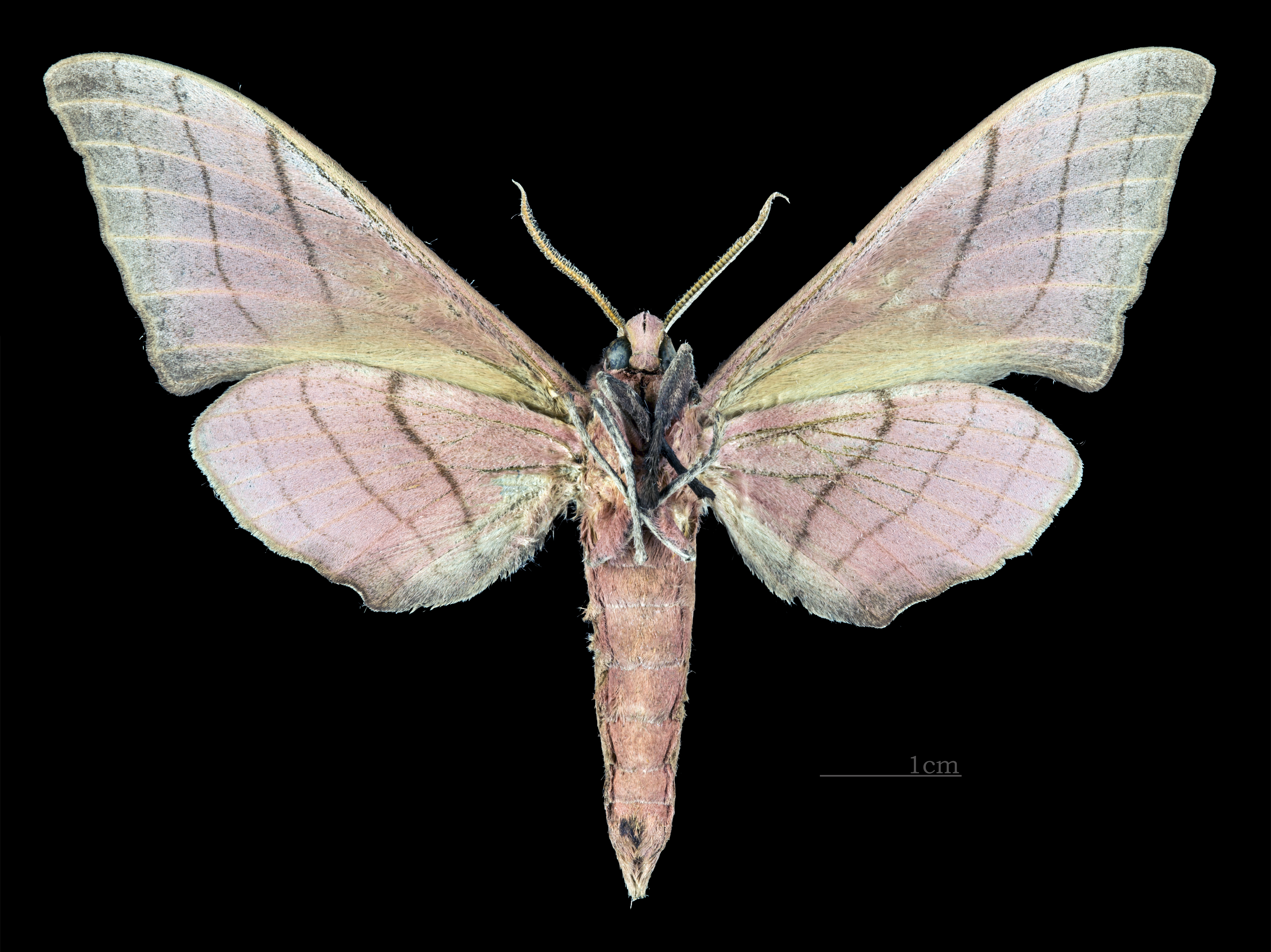
Marumba cristata cristata ♂  △ MHNT
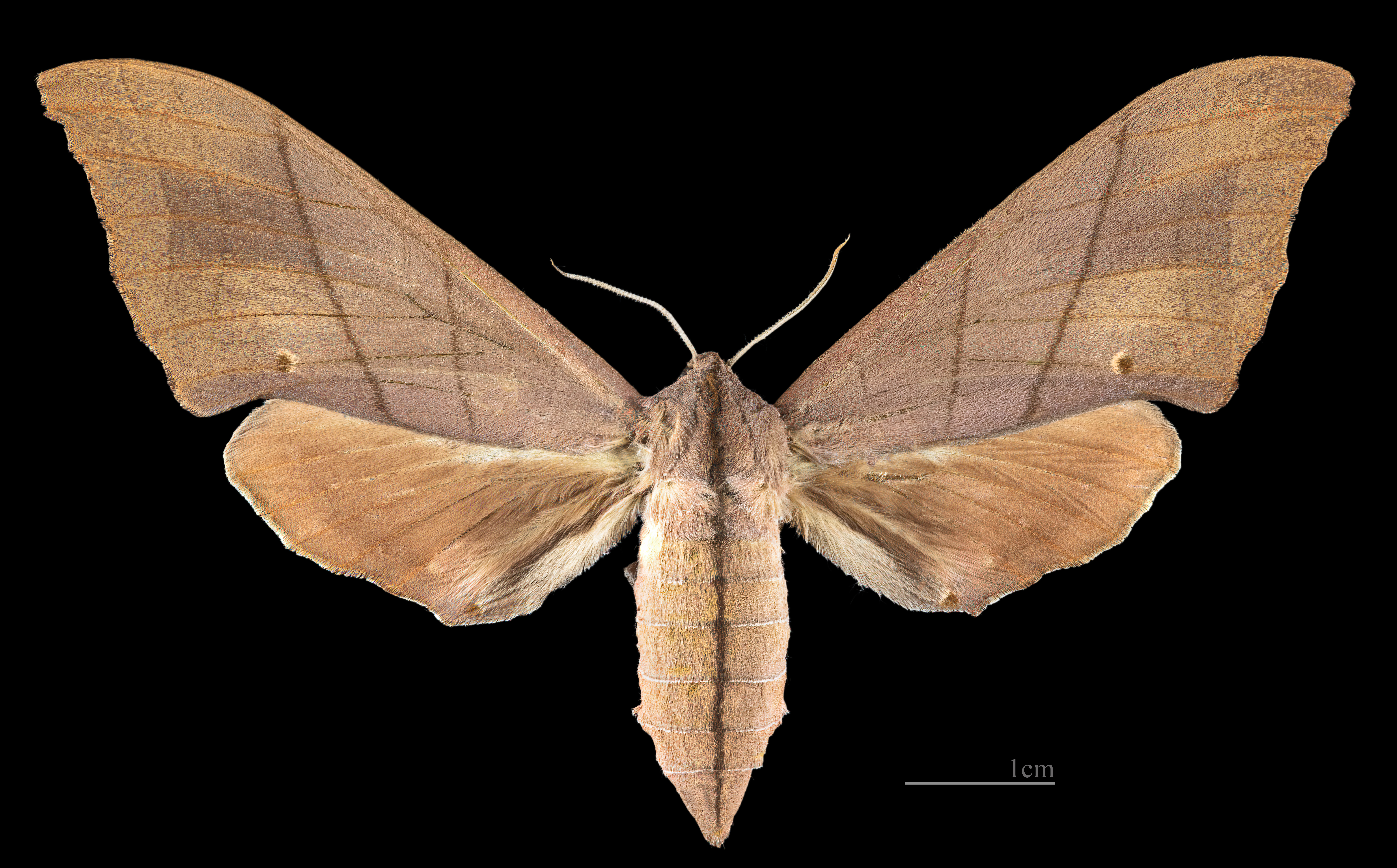
Marumba cristata cristata ♀ MHNT
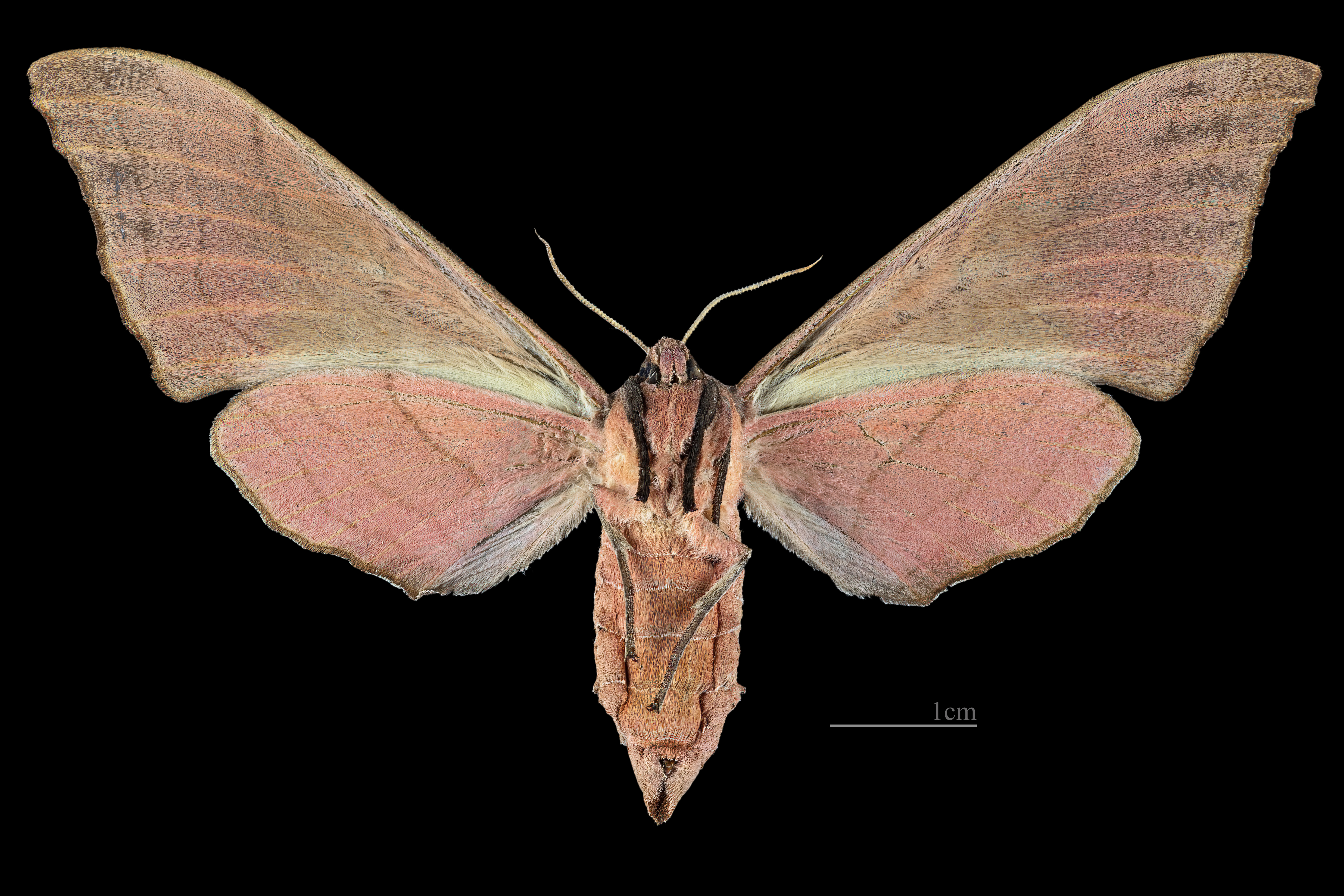
Marumba cristata cristata ♀ △ MHNT

## Biologie
Les chenilles se développent sur les litsées, Machilus, et sur le genre Phoebe.

## Systématique
L'espèce Marumba cristata a été décrite par l'entomologiste anglais Arthur Gardiner Butler en 1875.

### Synonymie
- Triptogon cristata Butler, 1875 Protonyme
- Marumba cristata ochrea Mell, 1922
- Marumba cristata jodeides Clark, 1937

### Liste des sous-espèces
- Marumba cristata cristata De Himachal Pradesh (Inde) au Népal ; au nord-est de l'Inde au sud ; le centre et le nord de la Chine ; le nord de la Thaïlande ; le Laos et le nord du Vietnam.
- Marumba cristata borneensis Brechlin, 2014 Bornéo, Indonésie
- Marumba cristata bukaiana Clark, 1937 endémique de Taiwan
- Marumba cristata centrosinica
- Marumba cristata tenggarensis
- Marumba cristata titan Rothschild, 1920[2] Sundaland, Malaisie.

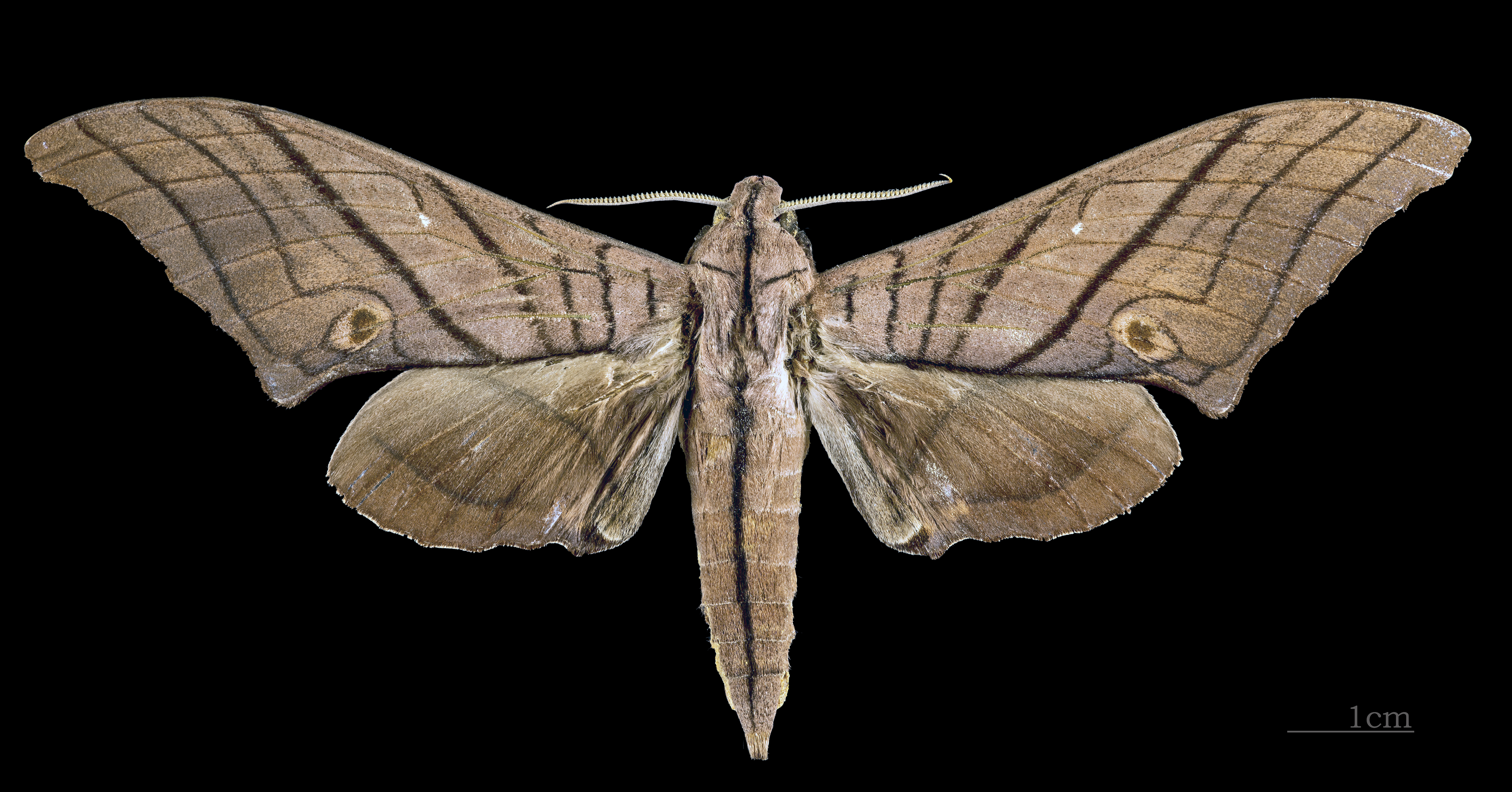
Marumba cristata titan ♂ MHNT
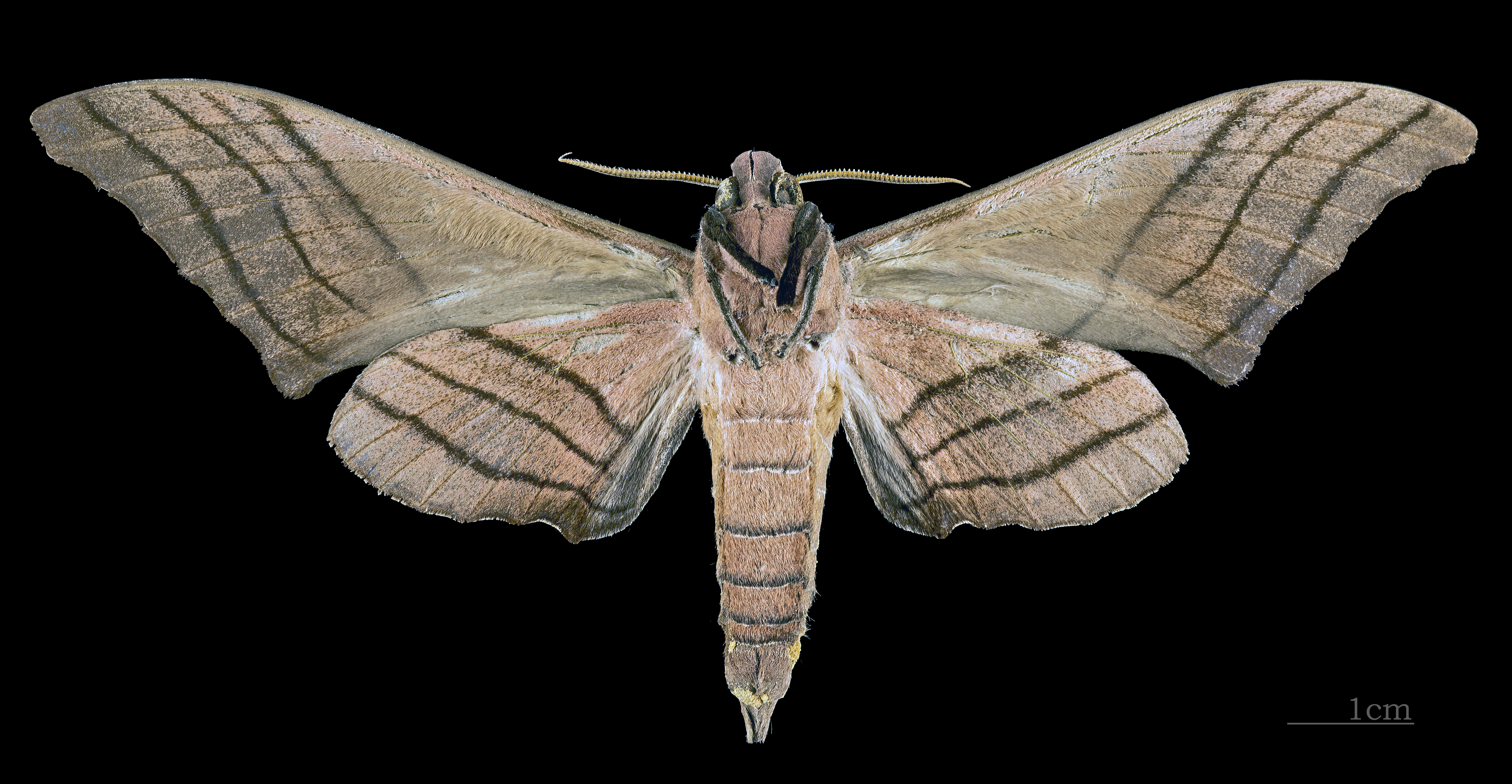
Marumba cristata titan ♂ △ MHNT
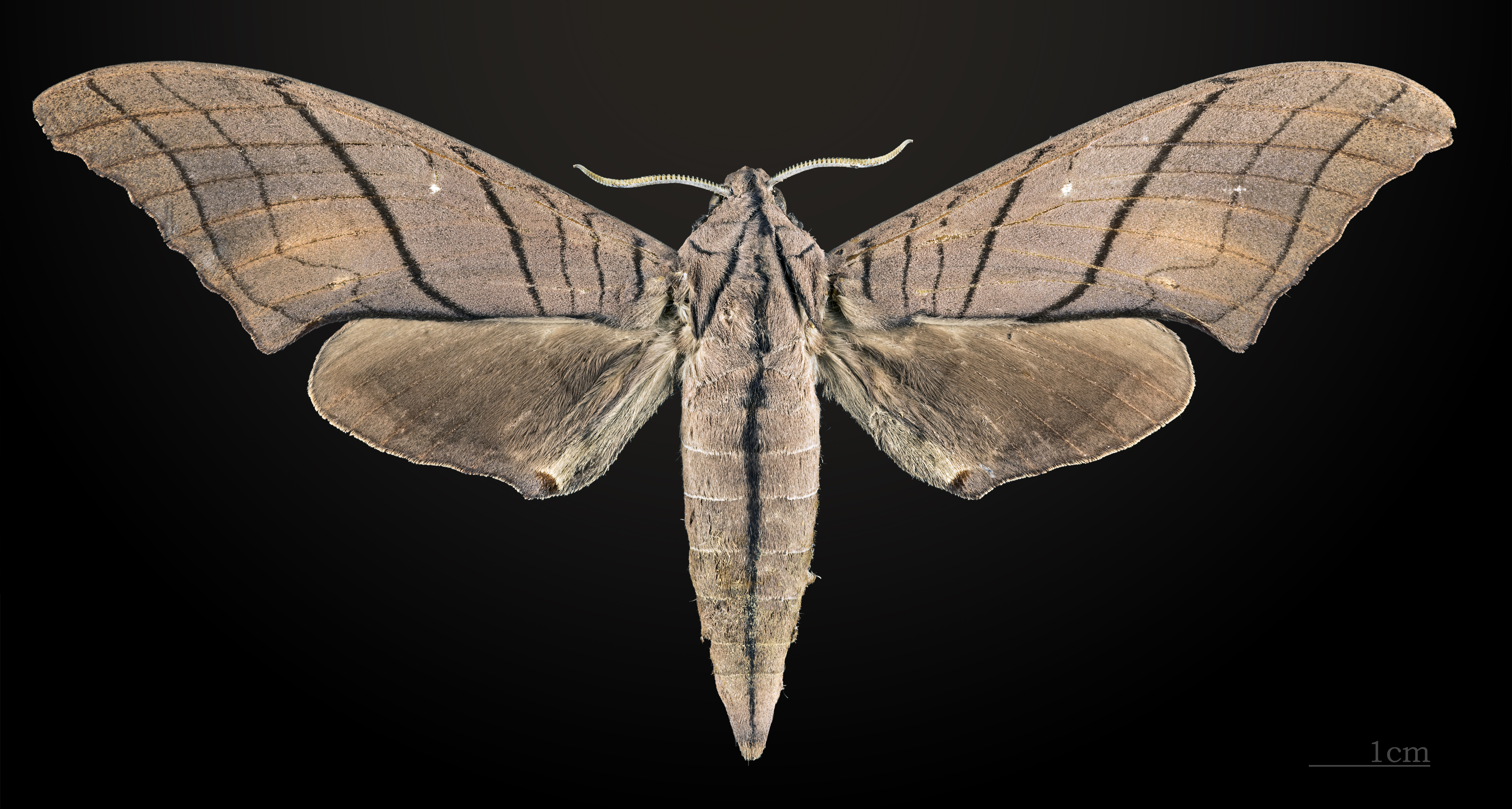
Marumba cristata titan ♀ MHNT
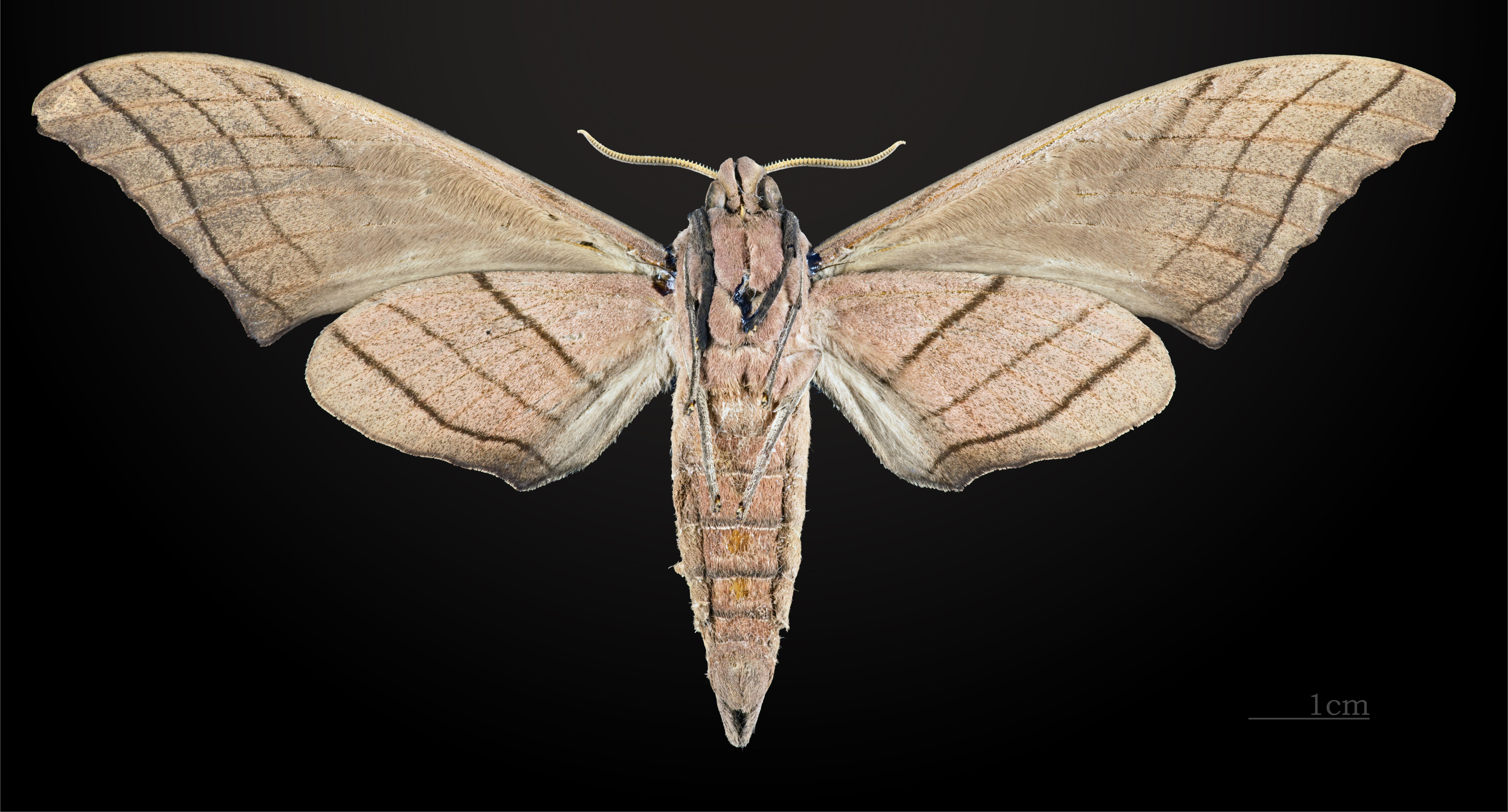
Marumba cristata titan ♀ △ MHNT